# Charlie Ward
Charlie Ward, Jr. (Thomasville, Georgia, 12 de octubre de 1970) es un exjugador de baloncesto estadounidense, que en su etapa universitaria destacó en el fútbol americano ganando el Trofeo Heisman, el premio Davey O'Brien y siendo elegido en el draft de las Ligas Mayores de Béisbol. Charlie ha recibido el reconocimiento por parte de algunos medios deportivos y publicaciones por haber sido uno de los mejores atletas de su tiempo.

## Trayectoria deportiva

### Universidad
Ward ganó el Trofeo Heisman de 1993, el trofeo Heisman y el premio Davey O'Brien como quarterback de la Universidad Estatal de Florida, liderando a los Seminoles a su primer Campeonato Nacional cuando derrotaron a la Universidad de Nebraska por 18-16 en la Orange Bowl de 1993. Los Seminoles sufrieron su única derrota de la temporada ante el segundo clasificado Notre Dame, pero su camino hacia el Campeonato Nacional se vería despejado la siguiente semana cuando Notre Dame perdiera en su casa ante el Boston College. El mantiene el segundo mayor margen en una victoria con 1,622 puntos de diferencia, después de O.J. Simpson que consiguió 1,750 puntos ganados en 1968. Él fue además el único ganador del Trofeo Heisman que jugó en la NBA. En 1993, Charlie Ward ganó el premio James E. Sullivan de la Unión de Atletas Amateurs (Amateur Athletic Union, AAU) como uno de los más sobresalientes atletas en los Estados Unidos. Fue seleccionado al Salón de la Fama del Fútbol Americano Universitario junto con Emmitt Smith y Bobby Bowden en 2006.
A pesar de que Ward no jugase al béisbol en la universidad, fue elegido en el draft como pitcher por los Milwaukee Brewers en el draft de 1993 de agentes libres y por los New York Yankees en el draft de 1994. Un ávido jugador de tenis, Ward también brillo en el Torneo Amateur Arthur Ashe en 1994.
Ward era un modelo como estudiante y como atleta en la Universidad Estatal de Florida. Como capitán sénior del equipo en 1993, él voluntarialmente habló con el entrenador de los Seminoles, Bobby Bowden, sobre la difícil situación por la que estaba pasando Warrick Dunn, cuya madre, la policía Betty Smothers, había sido asesinada mientras cumplía con su deber durante el año de Dunn como seniro en el instituto en Baton Rouge, Luisiana. Charlie hizo de hermano mayor de Dunn apoyándole su primer año en Tallahassee, entreteniéndole en esos malos momentos convirtiéndose en su compañero de habitación y amigo. Debido a su integridad, Ward intentó solucionar la oscuridad en la que se vieron sumergidos sus compañeros después del escándalo que surgió en los meses posteriores a ganar la NCAA Division I-A national de fútbol americano en 1993. En su año como sénior en el Estado de Florida, sirvió como vicepresidente de la unión de estudiantes.

### Profesional
Después de su graduación, Ward se encontraba indeciso a la hora de escoger un deporte para iniciar una carrera profesional, en baloncesto o fútbol americano; entonces dejó claro que sólo iría a la NFL si era elegido en la primera ronda en el Draft de 1994 de la NFL. Debido a esto los equipos no quisieron malgastar una primera elección del draft con un jugador que en cualquier momento podría decidir irse a la NBA, fue por esto que Ward no fue elegido en la primera posición del Draft de la NFL. A pesar de esto los New York Knicks le seleccionaron en primera ronda (26º) del Draft de 1994, él comenzó su carrera en la NBA como base. Durante el año de rookie de Ward se le hizo una oferta para ser el quarterback suplente de Joe Montana de los Kansas City Chiefs, pero Ward la declinó.
Ward jugó moderadamente en su año rookie bajo la dirección de Pat Riley, pero la organización de los Knicks se refería a él como "el base del futuro". Cuando el entrenador asistente Jeff Van Gundy tomó la posición de entrenador principal, el tiempo de Ward sobre la pista comenzó a incrementar, siendo el principal suplente del base Derek Harper. Durante su carrera NBA, Ward se caracterizó como un buen tirador desde la línea de tres, un gran distribuidor del juego y un líder sobre la pista. Ward fue seleccionado para participar en el concurso de Triples del All-Star de 1998 acabando cuarto. Pronto ayudó a los Knicks a alcanzar las Finales de 1999 antes de caer ante San Antonio Spurs. Ward fue traspasado a los Phoenix Suns en enero de 2004 como parte del intercambio de Stephon Marbury a los Knicks y de inmediato tuvo problemas con los Suns debido a motivos salariales. Ward pasó el resto de la temporada con los Spurs y firmó un contrato con Houston Rockets para el siguiente verano. Después de mantenerse alejado de las lesiones durante su primera década en la liga, las lesiones llegaron a él haciéndole perderse la mayoría de la temporada 2004-05. Debido a sus lesiones Ward se retiró.
Fuera de la pista, Ward es conocido por sus contribuciones a la comunidad a través de la Comunidad Cristiana de Atletas (Fellowship of Christian Athletes).

#### Polémica
En 2001, mientras jugaba para los New York Knicks, se descubrió que Charlie Ward había hecho algunos comentarios despreciativos hacia los Judíos durante una sesión de estudio de la Biblia, comentarios que fueron sacados a la luz por la prensa. Entre ellos se encontraba: "Los judíos son tercos... dime, porqué perseguían a Jesus a pesar de que sabía algo que ellos no iba a aceptar... Ellos tienen su sangre en sus manos."
Hubo una gran polémica dirigida hacia Ward en gran parte desde grupos judíos, así como desde los Knicks y del público en general. Ward se defendió a sí mismo indicando: "Yo no intenté ofender a ningún grupo porque yo no soy así. Yo tengo amigos que son judíos. Actualmente, mi amigo es un judío, y su nombre es Jesucristo." Él además dijo que la conversación había sido sacada de contexto.
Charlie pidió perdón por sus declaraciones, siendo aceptadas por la Liga Antidifamación.

### Retiro
En junio de 2007, Ward fue contratado como entrenador asistente de los Westbury Christian equipo de baloncesto de un colegio en Houston. Anteriormente había sido entrenador asistente en los Houston Rockets. Además, Ward en noviembre de 2007 aceptó el trabajo como entrenador principal de un equipo de fútbol americano en Westbury.

## Estadísticas de su carrera en la NBA

### Temporada regular
| Año     | Equipo      | PJ  | PT  | MPP  | %TC  | %3P  | %TL  | RPP | APP | ROB | TPP | PPP |
| ------- | ----------- | --- | --- | ---- | ---- | ---- | ---- | --- | --- | --- | --- | --- |
| 1994-95 | New York    | 10  | 0   | 4.4  | .211 | .100 | .700 | .6  | .4  | .2  | .0  | 1.6 |
| 1995-96 | New York    | 62  | 1   | 12.7 | .399 | .333 | .685 | 1.6 | 2.1 | .9  | .1  | 3.9 |
| 1996-97 | New York    | 79  | 21  | 22.3 | .395 | .312 | .76  | 2.8 | 4.1 | 1.1 | .2  | 5.2 |
| 1997-98 | New York    | 82  | 82  | 28.3 | .455 | .377 | .805 | 3.3 | 5.7 | 1.8 | .5  | 7.8 |
| 1998-99 | New York    | 50  | 50  | 31.1 | .404 | .356 | .705 | 3.4 | 5.4 | 2.1 | .2  | 7.6 |
| 1999-00 | New York    | 72  | 69  | 27.6 | .423 | .386 | .828 | 3.2 | 4.2 | 1.3 | .2  | 7.3 |
| 2000-01 | New York    | 61  | 33  | 24.5 | .416 | .383 | .800 | 2.6 | 4.5 | 1.1 | .2  | 7.1 |
| 2001-02 | New York    | 63  | 0   | 16.8 | .373 | .323 | .810 | 2.0 | 3.2 | 1.1 | .2  | 5.2 |
| 2002-03 | New York    | 66  | 6   | 22.2 | .399 | .378 | .774 | 2.7 | 4.6 | 1.2 | .2  | 7.2 |
| 2003-04 | New York    | 35  | 10  | 23.6 | .442 | .428 | .762 | 2.7 | 4.9 | 1.3 | .2  | 8.7 |
| 2003-04 | San Antonio | 36  | 0   | 11.8 | .346 | .368 | .667 | 1.3 | 1.3 | .5  | .1  | 3.3 |
| 2004-05 | Houston     | 14  | 13  | 25.7 | .312 | .314 | .846 | 2.8 | 3.1 | 1.1 | .0  | 5.4 |
| Total   | Total       | 630 | 285 | 22.3 | .408 | .364 | .771 | 2.6 | 4.0 | 1.2 | .2  | 6.3 |

### Playoffs
| Año   | Equipo      | PJ | PT | MPP  | %TC  | %3P   | %TL   | RPP | APP | ROB  | TPP | PPP |
| ----- | ----------- | -- | -- | ---- | ---- | ----- | ----- | --- | --- | ---- | --- | --- |
| 1996  | New York    | 7  | 0  | 13.1 | .481 | .250  | .429  | 1.3 | 2.4 | 1.6  | .0  | 4.6 |
| 1997  | New York    | 9  | 0  | 20.2 | .296 | .111  | .750  | 2.8 | 4.3 | 1.4  | .0  | 2.2 |
| 1998  | New York    | 10 | 10 | 26.1 | .418 | .429  | .688  | 2.8 | 6.0 | 2.0  | .2  | 6.6 |
| 1999  | New York    | 20 | 20 | 24.7 | .366 | .321  | .750  | 2.3 | 3.8 | 1.8  | .2  | 4.6 |
| 2000  | New York    | 16 | 16 | 27.4 | .504 | .396  | .714  | 4.3 | 4.1 | 1.4  | .3  | 9.4 |
| 2001  | New York    | 5  | 0  | 17.2 | .296 | .250  | 1.000 | 1.4 | 1.4 | .4   | .0  | 5.0 |
| 2004  | San Antonio | 5  | 0  | 2.6  | .667 | 1.000 | –     | .0  | 0.2 | 0.4  | .0  | 2.2 |
| Total | Total       | 72 | 46 | 21.8 | .422 | .349  | .710  | 2.5 | 3.7 | 1.5' | .1  | 5.5 |